# Saison 1972-1973 de l'AMH
Saison suivante
La saison 1972-1973 est la première saison de l'Association mondiale de hockey, ligue professionnelle de hockey sur glace. Chacune des douze franchises joue 78 matchs ; la première rencontre de la saison a lieu le 11 octobre 1972 avec une victoire 7-4 des Oilers de l'Alberta sur les Nationals d'Ottawa.

## Saison régulière

### Contexte
La ligue voit officiellement le jour en juin de l'année 1971 sous l'impulsion de Garry L. Davidson et Dennis A. Murphy et permet à douze nouvelles villes du Canada et des États-Unis de posséder une nouvelle équipe de hockey sur glace de haut niveau et de tenter de remporter le trophée mondial Avco. Ce trophée est remis par les services financiers de la compagnie AVCO et est accompagné de 500 000 dollars.
L'AMH est divisé en deux divisions de six équipes et les quatre premières équipes de chaque poule sont qualifiées pour les séries éliminatoires. Le premier match de l'histoire de l'AMH est joué le 11 octobre 1972 et voit la victoire des Oilers de l'Alberta sur les Nationals d'Ottawa sur le score de 7-4. Le match se joue devant deux cents entrées payantes et trois cents enfants invités pour remplir la salle. Les Jets de Winnipeg sont les gagnants de la division Ouest tandis que les Whalers de la Nouvelle-Angleterre gagnent le titre de la division Est.
Plus bas dans le classement, les Fighting Saints du Minnesota et les Oilers terminent avec la même fiche de victoires, matchs nuls et défaites ; alors que Bill Hunter, le directeur des général des Oilers, est persuadé que son équipe parvient à prendre la dernière place qualificative des séries après avoir battu les Fighting Saints, il déchante quand il apprend qu'un match doit déterminer l'équipe qui continue sa saison. Le match se joue sur terrain neutre, à Calgary, et finalement ce sont les joueurs du Minnesota qui prennent la dernière place de la division de l'Ouest en remportant le match par la marque de 4-2.

### Classement
| Clt | Équipe                            | PJ | V  | D  | N | BP  | BC  | Pts |
| --- | --------------------------------- | -- | -- | -- | - | --- | --- | --- |
| 1   | Whalers de la Nouvelle-Angleterre | 78 | 46 | 30 | 2 | 318 | 263 | 94  |
| 2   | Crusaders de Cleveland            | 78 | 43 | 32 | 3 | 287 | 239 | 89  |
| 3   | Blazers de Philadelphie           | 78 | 38 | 40 | 0 | 288 | 305 | 76  |
| 4   | Nationals d'Ottawa                | 78 | 35 | 39 | 4 | 279 | 301 | 74  |
| 5   | Nordiques de Québec               | 78 | 33 | 40 | 5 | 276 | 313 | 71  |
| 6   | Raiders de New York               | 78 | 33 | 43 | 2 | 303 | 334 | 68  |

| Clt | Équipe                       | PJ | V  | D  | N | BP  | BC  | Pts |
| --- | ---------------------------- | -- | -- | -- | - | --- | --- | --- |
| 1   | Jets de Winnipeg             | 78 | 43 | 31 | 4 | 285 | 249 | 90  |
| 2   | Aeros de Houston             | 78 | 39 | 35 | 4 | 284 | 269 | 82  |
| 3   | Sharks de Los Angeles        | 78 | 37 | 35 | 6 | 259 | 250 | 80  |
| 4   | Fighting Saints du Minnesota | 78 | 38 | 37 | 3 | 250 | 269 | 79  |
| 5   | Oilers de l'Alberta          | 78 | 38 | 37 | 3 | 269 | 256 | 79  |
| 6   | Cougars de Chicago           | 78 | 26 | 50 | 2 | 245 | 295 | 54  |

- En gras : champion de la saison régulière
- En italique : qualifié pour les séries éliminatoires

### Meilleurs pointeurs
André Lacroix, joueur des Blazers, termine meilleur pointeur de la saison avec un total de 124 réalisations. Il est également le meilleur passeur de la saison alors que son coéquipier, Danny Lawson inscrit le plus haut total de buts, soit 61.
| Joueur               | Équipe                            | B  | A  | Pts |
| -------------------- | --------------------------------- | -- | -- | --- |
| André Lacroix        | Blazers de Philadelphie           | 50 | 74 | 124 |
| Ron Ward (en)        | Raiders de New York               | 51 | 67 | 118 |
| Danny Lawson (en)    | Blazers de Philadelphie           | 61 | 45 | 106 |
| Bobby Hull           | Jets de Winnipeg                  | 51 | 52 | 103 |
| Norm Beaudin         | Jets de Winnipeg                  | 38 | 65 | 103 |
| Tom Webster          | Whalers de la Nouvelle-Angleterre | 53 | 50 | 103 |
| Christian Bordeleau  | Jets de Winnipeg                  | 47 | 54 | 101 |
| Terry Caffery        | Whalers de la Nouvelle-Angleterre | 39 | 61 | 100 |
| Gord Labossiere (en) | Aeros de Houston                  | 36 | 60 | 96  |
| Wayne Carleton (en)  | Nationals d'Ottawa                | 42 | 49 | 91  |

## Séries éliminatoires
|  | Quarts de finale | Quarts de finale    | Quarts de finale | Quarts de finale |    |                     | Demi-finales | Demi-finales | Demi-finales | Demi-finales |  |  | Finale | Finale | Finale | Finale |
|  |                  |                     |                  |                  |    |                     |              |              |              |              |  |  |        |        |        |        |
|  |                  |                     |                  |                  |    |                     |              |              |              |              |  |  |        |        |        |        |
|  |                  |                     |                  |                  |    |                     |              |              |              |              |  |  |        |        |        |        |
|  | E1               | Nouvelle-Angleterre | 4                | 4                |    |                     |              |              |              |              |  |  |        |        |        |        |
|  | E1               | Nouvelle-Angleterre | 4                | 4                |    |                     |              |              |              |              |  |  |        |        |        |        |
|  | E4               | Ottawa              | 1                | 1                |    |                     |              |              |              |              |  |  |        |        |        |        |
|  | E4               | Ottawa              | 1                | 1                | E1 | Nouvelle-Angleterre | 4            | 4            |              |              |  |  |        |        |        |        |
|  |                  |                     |                  |                  | E1 | Nouvelle-Angleterre | 4            | 4            |              |              |  |  |        |        |        |        |
|  |                  |                     | E2               | Cleveland        | 1  | 1                   |              |              |              |              |  |  |        |        |        |        |
|  | E2               | Cleveland           | E2               | Cleveland        | 1  | 1                   | 4            | 4            |              |              |  |  |        |        |        |        |
|  | E2               | Cleveland           |                  |                  |    |                     |              | 4            |              |              |  |  |        |        |        |        |
|  | E3               | Philadelphie        | 0                | 0                |    |                     |              |              |              |              |  |  |        |        |        |        |
|  | E3               | Philadelphie        | 0                | 0                | O1 | Nouvelle-Angleterre | 4            | 4            |              |              |  |  |        |        |        |        |
|  |                  |                     |                  |                  | O1 | Nouvelle-Angleterre | 4            | 4            |              |              |  |  |        |        |        |        |
|  |                  |                     | W1               | Winnipeg         | 1  | 1                   |              |              |              |              |  |  |        |        |        |        |
|  | O1               | Winnipeg            | W1               | Winnipeg         | 1  | 1                   | 4            | 4            |              |              |  |  |        |        |        |        |
|  | O1               | Winnipeg            |                  |                  |    |                     |              |              |              |              |  |  |        |        |        |        |
|  | O4               | Minnesota           | 1                | 1                |    |                     |              |              |              |              |  |  |        |        |        |        |
|  | O4               | Minnesota           | 1                | 1                | O1 | Winnipeg            | 4            | 4            |              |              |  |  |        |        |        |        |
|  |                  |                     |                  |                  | O1 | Winnipeg            | 4            | 4            |              |              |  |  |        |        |        |        |
|  |                  |                     | O2               | Houston          | 0  | 0                   |              |              |              |              |  |  |        |        |        |        |
|  | O2               | Houston             | O2               | Houston          | 0  | 0                   | 4            | 4            |              |              |  |  |        |        |        |        |
|  | O2               | Houston             |                  |                  |    |                     |              | 4            |              |              |  |  |        |        |        |        |
|  | O3               | Los Angeles         | 2                | 2                |    |                     |              |              |              |              |  |  |        |        |        |        |
|  | O3               | Los Angeles         | 2                | 2                |    |                     |              |              |              |              |  |  |        |        |        |        |
|  |                  |                     |                  |                  |    |                     |              |              |              |              |  |  |        |        |        |        |

Malgré la présence dans leurs rangs des premier et troisième meilleurs pointeurs de la saison régulière, les Blazers de Philadelphie sont éliminés dès le premier tour des séries éliminatoires en quatre matchs par les Crusaders de Cleveland. Dans l'autre série de la division de l'Est, les Nationals d'Ottawa sont éliminés en cinq rencontres par les champions de la division sur la saison régulière, les Whalers de la Nouvelle-Angleterre.
Dans la division de l'Ouest, les Jets viennent à bout des Fighting Saints du Minnesota en cinq rencontres avant de disposer également des Aeros de Houston 4-0. Ils accèdent ainsi à la finale des séries, finale jouée contre les Whalers de la Nouvelle-Angleterre. Au cours du dernier match, Larry Pleau des Whalers inscrit un coup du chapeau lors de la victoire 9-6 de son équipe.

## Trophées de l'AMH
Comme la LNH, l'AMH remet des trophées pour honorer les meilleurs joueurs du circuit.
| Trophée Gary-L.-Davidson | Meilleur joueur          | Bobby Hull, Jets de Winnipeg                     |
| Trophée Bill-Hunter      | Meilleur pointeur        | André Lacroix, Blazers de Philadelphie           |
| Trophée Lou-Kaplan       | Meilleure recrue         | Terry Caffery, Whalers de la Nouvelle-Angleterre |
| Trophée Ben-Hatskin      | Meilleur gardien de but  | Gerry Cheevers, Crusaders de Cleveland           |
| Trophée Dennis-A.-Murphy | Meilleur défenseur       | Jean-Claude Tremblay, Nordiques de Québec        |
| Trophée Paul-Deneau      | Joueur le plus fair-play | Ted Hampson, Fighting Saints du Minnesota        |
| Trophée Howard-Baldwin   | Meilleur entraîneur      | Jack Kelley, Whalers de la Nouvelle-Angleterre   |